# Choloalite
La choloalite è un minerale.